# Тулага
Тулага — деревня  в Уренском районе Нижегородской области России. Входит в состав Горевского сельсовета.

## География
Находится на расстоянии примерно 9 километров по прямой на север от районного центра города Урень.

## История
Деревня упоминается с 1790 года, основана переселенцами из деревни Горошки Ковернинской волости и старообрядцами-беглецами из центральной России, название по местной речке. В 1870 году было 18 хозяйств и 129 жителей. В советский период работали колхозы «Искра» и им. Свердлова.

## Инфраструктура
Личное подсобное хозяйство с зоной сельскохозяйственного использования, индивидуальная застройка усадебного типа.

## Население
| 1897 | 1907 | 2002 | 2010 |
| ---- | ---- | ---- | ---- |
| 215  | ↗262 | ↗464 | ↘429 |